# Ippocleide
Ippocleide o Ippoclide (in greco antico: Ἱπποκλείδης?, Hippokleides, da ἵππος, "cavallo" e κλείς, "chiave"; VII secolo a.C. – VI secolo a.C.) è stato un nobile e politico ateniese.

## Biografia
Figlio di Tisandro (in greco antico: Τείσανδρος?), Ippocleide apparteneva alla famiglia dei Filaidi, la stessa di Milziade e Cimone.
Fu arconte eponimo nell'anno 566-565 a.C. e, durante il suo mandato, fece costruire la statua di Atena Promachos (πρὀμαχος). Un frammento dello storico Ferecide di Atene ricorda che durante l'arcontato di Ippocleide furono organizzate le Panatenee.
È noto per aver pronunciato una frase rimasta proverbiale come sinonimo di indifferenza, quando fu scartato dalla competizione per sposare Agariste, figlia di Clistene, tiranno di Sicione.

### La frase famosa

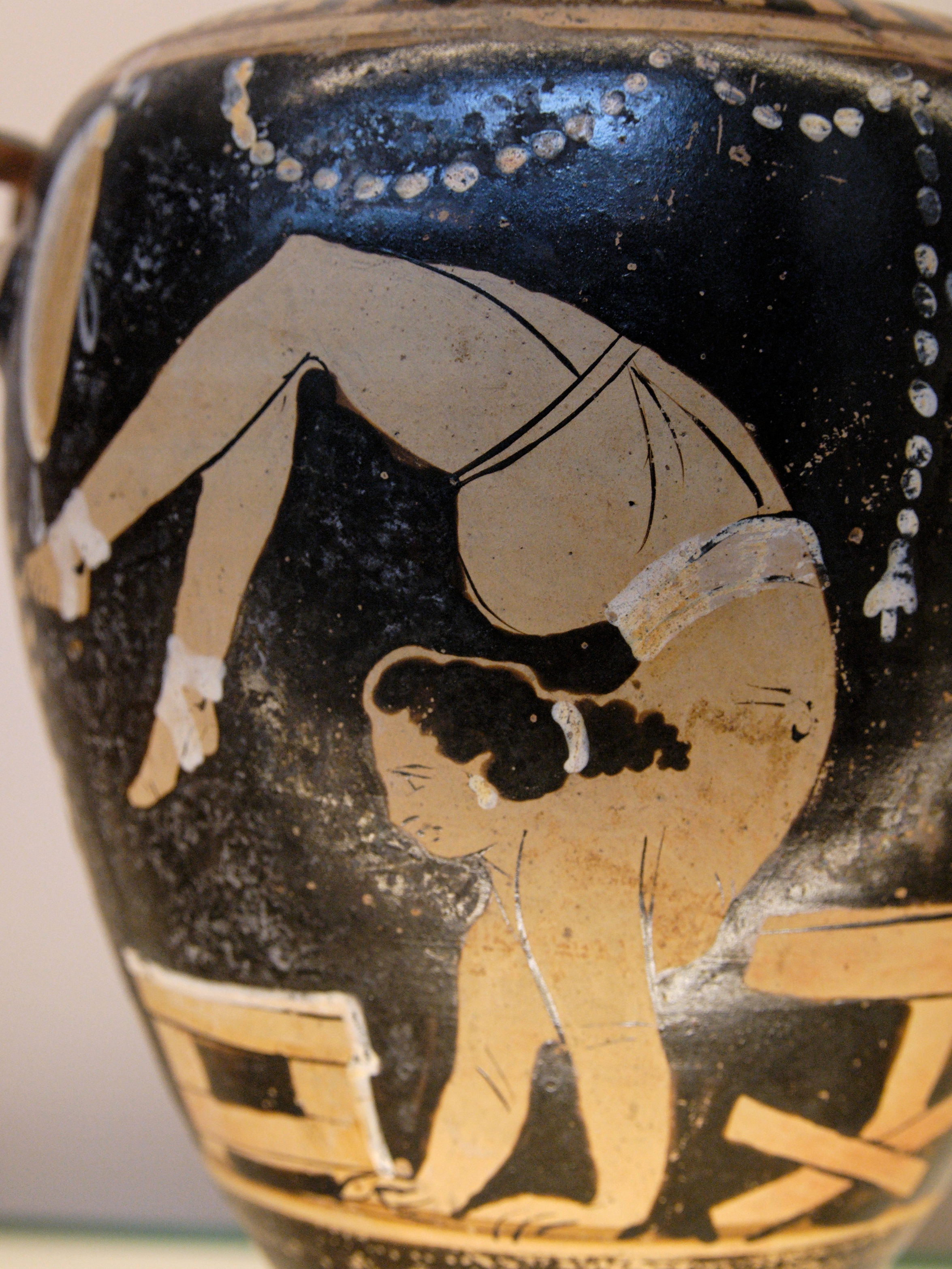
Un'acrobata danza reggendosi sulle mani e gesticolando con le gambe, in maniera probabilmente analoga a quanto fece Ippocleide nel racconto di Erodoto. Hydria greca del 340-330 a.C. (BM F232), British Museum, Londra.

Erodoto racconta che, qualche anno prima del 566 a.C., Ippocleide visse per alcuni mesi alla corte dell'influente tiranno di Sicione, Clistene, assieme ad altri pretendenti alla mano della figlia di questi, Agariste.
In occasione del banchetto nel quale avrebbe dovuto sciogliere la riserva e rivelare il nome del futuro sposo della figlia, Clistene si accorse che Ippocleide, che era in quel momento il favorito per il matrimonio, stava su un tavolo in equilibrio sulla testa, e muoveva le gambe per aria seguendo il tempo della musica che veniva in quel momento suonata dai flautisti. Quando Clistene disse al candidato genero che in questo modo si "ballava via il matrimonio", Ippocleide, per tutta risposta, disse: "οὐ φροντὶς Ἱπποκλείδῃ" ("ad Ippocleide non importa"), espressione rimasta poi proverbiale.
Clistene scelse quindi Megacle, della famiglia degli Alcmeonidi come sposo per Agariste, ma donò in ogni caso un talento d'argento ad Ippocleide e a gli altri pretendenti scartati.
La frase pronunciata da Ippocleide è ben nota agli autori successivi: Aristofane la parafrasa nelle Vespe e Plutarco, riferendosi ad Erodoto, scrisse che allo storico di Alicarnasso non importava nulla della verità, e lo paragonò per questo ad Ippocleide.
In epoca moderna, Thomas Edward Lawrence mise sul portone della sua casa un'iscrizione colla parte iniziale della frase di Ippocleide: "οὐ φροντὶς", "non importa".